# Christen Daell
Christen Daell født Christen Dahl Christensen (15. april 1883 i Humlum, Struer, død 24. december 1947 i Gentofte) var en dansk grosserer og stifter, der sammen med broderen P.M. Daell stiftede Daells Varehus i København.
Han boede i villaen Taarbæklund, som han lod ombygge ved Povl Baumann i 1930. Den skulle oprindelig nedrives jf. Springforbiplanen, men er flere gange blevet skånet.
Han var gift med Ingeborg Daell, f. Andreasen (28. maj 1909 – 9. oktober 2001). Parret er begravet på Taarbæk Kirkegård.